# Marie-Pierre Kœnig
Marie-Pierre Kœnig, més conegut com a Pierre Kœnig, (10 d'octubre de 1898 – 2 de setembre de 1970) va ser un militar i polític francès, que destacà per la seva actuació durant la Segona Guerra Mundial a les files de la França Lliure.

## Biografia
Nascut al si d'una família alsaciana, estudià al Col·legi de Santa Maria i, posteriorment, a l'institut Malherbe de Caen. Després de superar el batxillerat, s'allistà el 1917 per participar en la Primera Guerra Mundial, sent destinat al 36è Regiment d'Infanteria. Seguí el curs de l'Escola d'Aspirants d'Issoudum, sent promogut a alferes al febrer de 1918, es reuní al front amb la seva unitat. Participà en la batalla de Flandes al maig, en la de Matz entre juny i juliol i a l'ofensiva de l'Oise a l'agost - setembre de 1918; sent condecorat amb la Medalla Militar i sent promogut a sotstinent al setembre de 1918.
Assignat al 15è Batalló Alpí entre 1919 i 1923, entre Silèsia i els Alps, formà part fins al 1929 de les tropes d'ocupació a Alemanya, sent destinat a l'Estat Major de les divisions d'infanteria 40a i 43a. Entre 1931 i 1934 va estar al Marroc com a comandant de Companyia al 4t Regiment estranger, participant en les campanyes del Marroc Sud entre 1931 i 1934, i sent promogut a capità. També durant la seva estada al Marroc serví a l'Estat Major del General Catroux, participant en diverses operacions al desert abans de la declaració de guerra de setembre de 1939.

### Segona Guerra Mundial
Abandonà el nord d'Àfrica al febrer de 1940, prenent part en l'expedició a Noruega amb la 13a Mitja Brigada de la Legió Estrangera, formant part de l'Estat Major del general Audet, comandant del Cos Expedicionari Francès. De retorn a Bretanya el 16 de juny de 1940, i després de la desfeta de l'Exèrcit francès davant la Wehrmacht durant la batalla de França, seguida per la signatura de l'armistici del 22 de juny de 1940 amb el Tercer Reich, optà per seguir la crida del general Charles de Gaulle i unir-se a les files de la França Lliure. Un cop a Anglaterra, de Gaulle el promou a cap de batalló, participant en la batalla del Gabon al novembre. Al desembre és promogut a tinent coronel, i el gener de 1941, a coronel. Com a tal participa en la campanya d'Eritrea (batalla de Keren) i la campanya de Síria com a cap d'estat major del general Legentilhomme, cap de la 1a Divisió de la França Lliure.
Promogut a general de brigada al juliol de 1941, va combatre a Líbia (a Halfaya, a Méchili i a Bir Hakeim), en qualitat de comandant de la 1a Divisió de la França Lliure. A continuació, participà en la batalla d'El Alamein a l'octubre de 1942. Adjunt del general de Larminat, participà en la campanya de Tunísia, després de la qual va ser promogut a general de divisió, comandant en cap de la 1a DFL. L'1 d'agost de 1943 va assumir les funcions de cap de l'Estat Adjunt de l'Exèrcit d'Alger, amb la missió de reorganitzar la fusió de les tropes de l'Àfrica del Nord i les Forces de la França Lliure en un conjunt coherent.
Al març de 1944 va ser nomenat Delegat del Govern Provisional de la República Francesa davant del general Eisenhower, comandant suprem Aliat. Kœnig també va ser nomenat Comandant Suprem de les Forces Franceses al Regne Unit i Comandant de les Forces Franceses de l'Interior (FFI), i, després de la Invasió, Comandant de les Forces Franceses a França. Promogut a General de Cos d'Exèrcit el 28 de juny de 1944, el 25 d'agost va ser nomenat Governador Militar de París, tot just després de l'alliberament de la ciutat, càrrec que ocuparia fins al final de la guerra.

### Després de la guerra
El juliol de 1945, el general Kœnig va ser nomenat Comandant de les Forces Franceses a Alemanya abans de ser promogut, al maig de 1946, a general d'exèrcit. L'agost de 1949 va ser traslladat al nord d'Àfrica i nomenat Inspector General de la Regió i, paral·lelament, esdevé vicepresident del Consell Superior de la Guerra. El 1950 va ser escollit membre de l'Acadèmia de Ciències Morals i Polítiques; i el 1951 va ser elegit diputat a l'Assemblea Nacional per la circumscripció del Baix Rin pel Rassamblement du Peuple Français (posteriorment URAS i social-republicà), sent-ho fins al 1958. Entre el 19 de juny i el 14 d'agost de 1954 va ser Ministre de Defensa i de les Forces Armades al govern de Pierre Mendès France; i del 23 de febrer al 6 d'octubre de 1955 al segon govern d'Edgar Faure. A l'octubre esdevingué un seguidor vital dels interessos israelians quan va ser nomenat president del Comitè Franco-Israelià. A més, va ser nomenat membre del Consell de l'Orde de l'Alliberament.
Va morir a Neuilly-on-Seine el 2 de setembre de 1970. El seu funeral se celebrà l'Església de Sant Lluís dels Invàlids i va ser enterrat al cementiri de Montmartre de París.
El 6 de juny de 1984, 40è aniversari del Desembarcament de Normandia, va ser promogut a títol pòstum a Mariscal de França pel President François Mitterrand, convertint-se així en el quart general francès que arribava a dita distinció després de l'Alliberament, després de Jean de Lattre de Tassigny, Philippe Leclerc de Hauteclocque i Alphonse Juin.

## Condecoracions
- Gran Creu de la Legió d'Honor
- Company de l'Alliberament - decret de 25 de juny de 1942
- Medalla Militar
- Creu de Guerra 1914-1918 (2 citacions)
- Creu de Guerra 1939-1945 (4 citacions)
- Creu de Guerra dels Teatres d'Operacions Exteriors (3 citacions)
- Oficial de la Medalla de la Resistència
- Medalla colonial amb barres "Maroc", "Sahara", Libye", Bir-Hakeim, "Tunisie 43-43"
- Creu del combatent
- Medalla de l'Aeronàutica
- Comandant del Mèrit Agrícola
- Medalla dels Evadits
- Medalla interaliada 1914-1918
- Medalla commemorativa de la guerra 1914-1918
- Medalla commemorativa de la guerra 1939-1945
- Medalla commemorativa dels serveis voluntaris a la França Lliure
- Medalla del Reconeixement Francès
- Orde del Servei Distingit (Regne Unit)
- Company de l'Orde del Bany (Regne Unit)
- Comandant de la Legió del Mèrit (Estats Units)
- Medalla d'Or del Congrés (Estats Units)
- Orde de Suvórov de primera classe (Unió Soviètica)
- Gran Creu Magistral de l'Orde de Malta

 Gran Oficial de l'Ordre de Leopold (Bèlgica)
- Creu de Guerra 1940 amb palma (Bèlgica)

 Gran Creu de l'Orde de la Corona (Bèlgica)
- Gran Creu de l'Ordre d'Orange Nassau (Holanda)
- Gran Creu del Reial Orde de Danebrog (Dinamarca)
- Gran Creu del Reial Orde Noruec de Sant Olaf (Noruega)
- Creu de Guerra (Noruega)
- Orde Virtuti Militari (Polonia)
- Medalla de la Resistència amb roseta (Pòlonia)
- Creu de Guerra (Txecoslovàquia)
- Orde del Lleó Blanc (Txecoslovàquia)
- Gran Creu de l'Orde de Jordi I (Grècia)
- Gran Creu de l'Orde de la Corona de Roure (Luxemburg)
- Creu de Guerra (Luxemburg)
- Gran Creu de l'Orde de Sant Carles (Mònaco)
- Gran Creu de l'Orde de l'Elefant Blanc (Tailàndia)
- Mérite Militaire Chérifien (Marruecos)
- Gran cordó de l'orde d'Ouissam Alauita (Marroc)
- Gran Cordó de Nichan Iftikar (Tunísia)
- Gran Oficial de l'Estrella de Comores